# Cyrtandra vairiae
Cyrtandra vairiae là một loài thực vật có hoa trong họ Tai voi. Loài này được Drake mô tả khoa học đầu tiên năm 1889.